# Famille Hunyadi
Hunyadi (ou Hunyady) est une famille aristocratique hongroise d'origine cumane, serbe et valaque magyarisée. Les sources attestent que la famille Hunyadi, comme beaucoup d'autres de la noblesse hongroise, avaient des ascendants orthodoxes, joupans ou boyards devenus ispáns en passant au catholicisme et à la langue magyare.
La famille Hunyadi est l'une des plus influentes de l'histoire de l'Europe centrale aux XIVe et XVIe siècles. Son prestige fut établi par Jean Hunyadi, qui accéda au poste de régent du royaume de Hongrie.
Jean Hunyadi et son fils Matthias Hunyadi affrontèrent avec succès l'Empire ottoman, en pleine expansion, cherchant à conquérir l'Europe, et l'arrêtèrent aux frontières méridionales de la Hongrie. Cet exploit leur valut une grande renommée et, pour la Hongrie, le titre de « Bastion de l'Europe et de la Chrétienté ». Les actes héroïques des Hunyadi en firent également des héros populaires non seulement pour les Hongrois, mais pour plusieurs États d'Europe centrale et des Balkans.

## Histoire
L'origine de la famille Hunyadi fait l'objet de spéculations à l'époque de ses membres les plus connus. Selon la plupart des sources contemporaines, elle appartenait à une famille noble d'origine valaque.
Le premier membre connu de la maison est un dénommé Serbe (Serb, Șerban ou Sorb) cité dans le comitat de Hunyad en Transylvanie. Son fils Vojk (Wayk, Woyk, Vaïk ou Vajk en hongrois et Voicu en roumain) adopte le prénom de László (forme magyare de Vladislav, parfois traduite par « Basile ») en passant au catholicisme : Vojk, le « fort », devient ainsi László/Vladislav/Basile, « maître », « libre », « souverain ». Il est anobli en 1409 par le roi Sigismond et reçoit le domaine et château de Hunyad, maintenant en Roumanie, qui deviendra le domaine héréditaire de la famille. "Wayk de Hunyad" recevra la dignité honorifique de chevalier de la cour (miles aulicus).

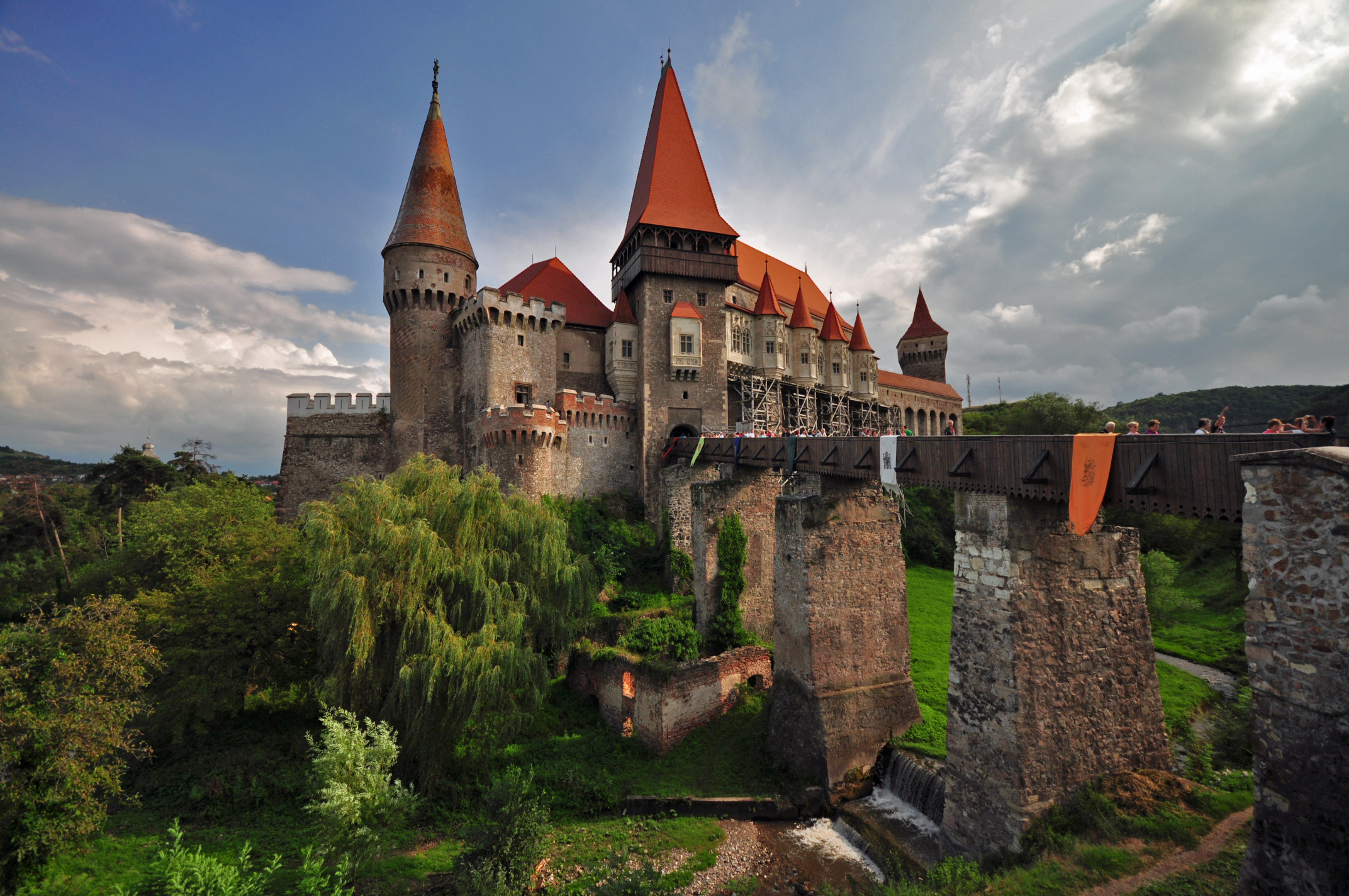
Château de Hunedoara, domaine héréditaire de la famille, transformé notamment par Jean Hunyadi

Jean Hunyadi s'est fait connaître comme un général exceptionnellement talentueux de Sigismond de Luxembourg, roi de Hongrie (1387-1437) et empereur du Saint-Empire romain germanique (1433-1437). Il gravit rapidement les échelons, tant sur le plan militaire que politique et devient le plus grand propriétaire foncier du pays. Il utilise ses importantes ressources pour mener la défense du pays contre les Turcs en tant que commandant en chef et, à partir de 1446, régent du royaume de Hongrie. 
L'idée que l'un de ses deux fils, Ladislas et Matthias, qui avaient reçu une éducation humaniste parallèlement à leur formation militaire, puisse accéder au trône de Hongrie émergea du vivant de Jean Hunyadi. Cependant, après sa mort prématurée, son fils aîné fut exécuté par le roi Ladislas V (1453-1457). Le roi mourut peu après, et la Diète générale hongroise éleva Matthias, le jeune Hunyadi, comme roi de Hongrie en 1458. Celui-ci devint l'un des monarques les plus importants de son époque, défendant non seulement les frontières méridionales du pays contre les Ottomans, mais étendant également son territoire : il conquiert les provinces orientales de l'Autriche et une partie de la Bohême.
Il ne parvint pas cependant pas à fonder une dynastie, faute d'héritier légitime, et son fils illégitime, Jean Corvin, ne put accéder à la couronne. Son petit-fils, Kristóf Corvin (en), mourut en bas âge, mettant fin à la lignée masculine directe de la famille.

## L'origine du nom Corvin
L'origine de nom Corvin reste assez obscur et il existe de nombreuses théories. La théorie la plus largement acceptée est que Corvin fait allusion au Corvus qui apparaît sur leur blason. Une autre origine possible est soulignée par l'historien Antonio Bonfini : une relation avec la ville de Kovin (Kubin, Keve en hongrois; Covinum en latin) en actuelle Serbie.

## Membres notables

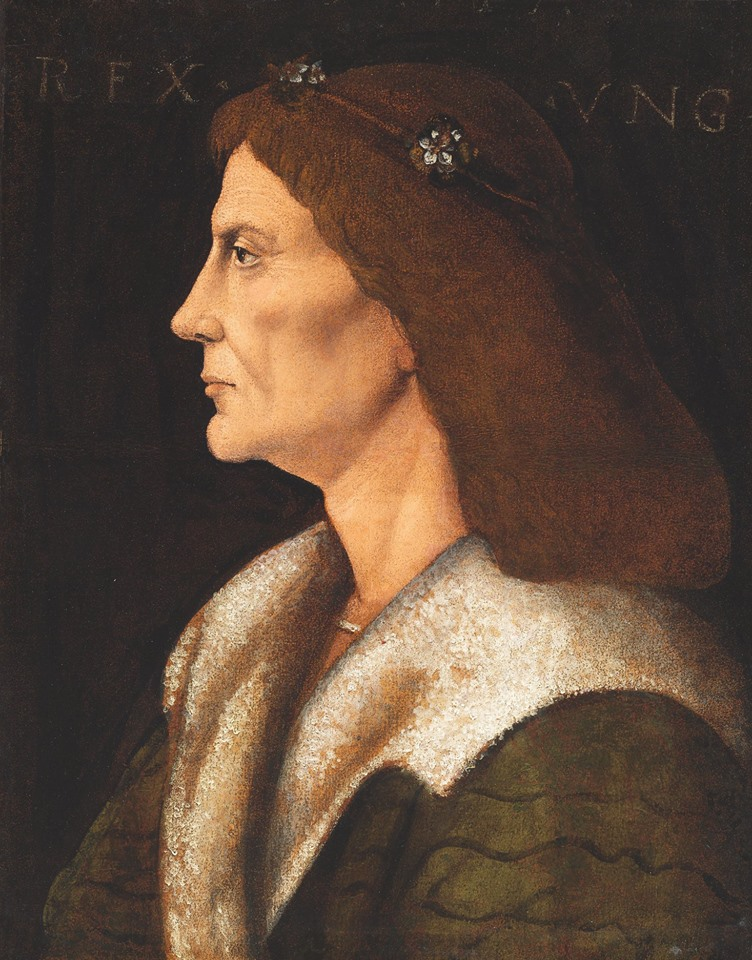
Matthias Corvin. Portrait d'Andrea Mantegna.

- A. Woyk de Hunyad x Erzsébet Morzsinai
  - B1. Jean Hunyadi (1387-1456) x Erzsébet Szilágyi (†1484)
    - C1. Ladislas Hunyadi (1431-1457)
    - C2. Matthias Ier de Hongrie Corvin (1443–1490) x 1)Élisabeth de Celje son épouse  sans enfant , 2) Catherine de Poděbrady son épouse, sans enfant, 3) Béatrice de Naples son épouse, sans enfant, 4) Bárbara Edelpeck (es) sa maîtresse, dont :
      - D. Jean Corvin (1473–1504) x Beatrice de Frangepan (en)
        - E1. Élisabeth Corvin (1496-1508), princesse de Hongrie, dernière membre de la Maison Hunyadi.
        - E2. Kristóf Corvin (en) (1499-1505), prince de Hongrie, dernier membre mâle de la Maison Hunyadi.

  - B2. Jean Hunyadi le jeune (en) (ca. 1419-ca. 1440)

## Paléogénétique
Une étude de 2022 a déterminé les séquences génomiques complètes de Jean Corvin et Kristóf Corvin (en). Tous deux portaient l'haplogroupe E1b1b1a1b1a6a1c ∼ du chromosome Y, largement répandu dans les populations des Balkans. Kristóf Corvin appartient à l'haplogroupe mitochondrial T2c1+146, rare et sporadique, le plus fréquent autour de la Méditerranée, tandis que son père appartient à l'haplogroupe mitochondrial T2b.

## Le cuirasséHunyadi
Le deuxième cuirassé de la Ersatz Monarch de la Marine austro-hongroise (officiellement connu comme Schiff IX) devait s'appeler Hunyadi. L'entrée dans la Première Guerre mondiale interrompt sa construction ainsi que tous les chantiers navals principaux de l'Autriche-Hongrie.